# 堕ちないでマドンナ
「堕ちないでマドンナ」（おちないでまどんな）は、1985年5月16日にリリースされた田原俊彦の22作目のシングル。

## 収録曲
| 全編曲: 水谷公生。 |                        |            |        |
| #                  | タイトル               | 作詞       | 作曲   |
| 1.                 | 「堕ちないでマドンナ」 | 佐藤ありす | 佐藤健 |
| 2.                 | 「Summer Bride」       | 三浦徳子   | 宮下智 |